# Tragulus versicolor
Espèce
Répartition géographique
Statut de conservation UICN

 DD  : Données insuffisantes
Tragulus versicolor, le Chevrotain à dos argenté ou Cerf-souris du Vietnam, est une espèce de mammifères herbivores de la famille des Tragulidae, identifiée en 1910 au Viêt Nam et considérée comme disparue pendant trente ans jusqu'à sa redécouverte en 2019,,. C'est le plus petit de tous les ongulés.

## Taxinomie
Identifiée en 1910 par le mammalogiste britannique Oldfield Thomas à partir de quatre spécimens, l'espèce était généralement considérée jusqu'en 2004 comme une sous-espèce de Tragulus napu bien que ressemblant plus à Tragulus kanchil,.
L'espèce Tragulus versicolor a été considérée comme éteinte pendant trente ans (depuis qu'elle fut vue pour la dernière fois en 1990 dans la province de Gia Lai) avant que sa « redécouverte » soit publiée en novembre 2019 par une équipe scientifique partie à sa recherche au Viêt Nam. Elle était alors mise sur la liste des vingt-cinq animaux les plus recherchés par la Global Wildlife Conservation's Search for Lost Species Initiative. Durant l'année 2018, plusieurs photos (plus de 1 800 au cours de plus de 200 événements indépendants) ont été prises de l'animal dans la nature grâce à des pièges photographiques posés par des scientifiques près de la ville de Nha Trang au Sud du pays,,,.

## Répartition et habitat
L'espèce vit exclusivement dans les forêts denses des régions montagneuses de la chaîne Annamitique du Viêt Nam.

## Description
De la taille d'un lapin, Tragulus versicolor pèse moins de cinq kilos ; il est considéré comme le plus petit des ongulés. C'est un petit chevrotain du genre Tragulus mais bicolore de façon plus marquée : il présente une tête et la partie antérieure du corps de couleur agouti, un dos et une partie postérieur dans les tons gris argenté, et un ventre gris clair à blanc sans ligne noire médiane. La tête de l'animal est très petite, relativement large, avec un segment nasal très allongé et son collier est dépourvu de bandes noires qui sont présentes chez toutes les autres espèces du genre Tragulus.
Il possède deux petits crocs à la place des canines,.

## Écologie et préservation
Espèce hautement en danger d'extinction, Tragulus versicolor est principalement victime de la chasse au collet.